# 27147 Mercedessosa
27147 Mercedessosa este o planetă minoră (asteroid), cu un diametru de 5,116 km, din centura de asteroizi. A fost descoperită pe 17 decembrie 1998 la Caussols de OCA-DLR Asteroid Survey⁠(d). 
Obiectul prezintă o orbită caracterizată de o semiaxă mare de 2,9682773 UAi, o excentricitate de 0,01, o înclinație de 8,39471 ° în raport cu ecliptica.